# Rallye Polen 1973
Die 33. Rallye Polen war der siebte Lauf zur Rallye-Weltmeisterschaft 1973. Sie fand vom 12. bis zum 15. Juli in der Region von Krakau statt.

## Klassifikationen

### Endergebnis
| Rang | Fahrer           | Co-Pilot     | Auto                   | Zeit (Std./Min./Sek.) | Rückstand Sieger (Std./Min./Sek.) Rückstand V (Std./Min./Sek.) |
| ---- | ---------------- | ------------ | ---------------------- | --------------------- | -------------------------------------------------------------- |
| 1    | Achim Warmbold   | Jean Todt    | Fiat 124 Abarth Rallye | 08:28:14              | 0:00:00                                                        |
| 2    | Egon Culmbacher  | Werner Ernst | Wartburg 353           | 11:15:34              | 2:47:20                                                        |
| 3    | Maciej Stawowiak | Jan Czyżyk   | Polski Fiat 125p 1500  | 12:08:49              | 3:40:25 0:53:15                                                |

Insgesamt wurden 3 Fahrzeuge von 65 gestarteten klassiert.

### Herstellerwertung
| Pos. | Team           | Punkte |
| ---- | -------------- | ------ |
| 1    | Alpine Renault | 92     |
| 2    | Fiat           | 63     |
| 3    | Citroën        | 33     |
| 4    | Datsun         | 22     |
| 5    | Saab           | 20     |

Die Fahrer-Weltmeisterschaft wurde erst ab 1979 ausgeschrieben.